# 美國考古研究所
美國考古研究所（Archaeological Institute of America，縮寫：AIA，亦稱美國考古學會）是美國的一個考古學非政府組織，也負責考古點的保護工作。在波士頓大學和紐約市有辦公室。
該組織成立於1879年，查尔斯·艾略特·諾頓首任會長至1890年，1906年得到美國國會特許。現有200,000會員和超過100個分支機構。
《美國考古學雜誌》是經其同行評議發行的學術期刊，自1948年以來也負責出版《考古學》。
該組織由一年一度的理事會大會管理。 平時則由常任理事會和執行委員會行使其職責。

## 外部連結
- Official site （页面存档备份，存于）
- American Journal of Archaeology （页面存档备份，存于）